# 现任印度首席部长列表

根据印度各地区的首席部长党籍来划分
印度人民党（12）
全国民主联盟（6）
印度国民大会党（3）
印度國家發展包容性聯盟（3）
其它政党（6）
总统管治令（1）
中央直辖区（5）

首席部长是印度共和国28个邦和3个联邦属地（德里与本地治里，查谟-克什米尔实施《总统管治令》，故其首席部长一职空置。）政府首脑的官衔。根据《印度宪法》，印度各地方总督在名义上为其元首，实际上由首席部长掌控行政权。地方立法议会选举进行之后，总督通常会邀请在议会中拥有多数议席的政党组成地方政府，或由数个政党组成联合政府，并从中委任一名首席部长。首席部长的任期为最长五年，并且可以寻求连任，并不设有任何限制。
现任的30位首席部长之中，有1位是女性，是西孟加拉邦的玛玛塔·班纳吉；任职时间最长的是奥里萨邦的纳文·帕特奈克，他自2000年3月5日以来开始任职，迄今已有25年110天；年纪最大的是旁遮普邦的阿马林达·辛格（1942年出生），而年纪最小的是阿鲁纳恰尔邦的佩马·坎杜（1979年出生）。持有印度国民大会党党籍者有3位，持有印度人民党党籍者有12位；其他首席部长当中并没有人属于同一个政党。

## 列表
| 行政区 （附历届首席部长） | 首席部长姓名               | 肖像 | 上任日期 （任职时间）        | 党籍                     | 党籍 | 出处   |
| ------------------------- | -------------------------- | ---- | ---------------------------- | ------------------------ | ---- | ------ |
| 安得拉邦 （列表）         | 伊斯·贾根·莫汉·雷迪        |      | 2019年5月30日 （6年24天）    | 青年、劳工和农民大会党   |      | [ 3 ]  |
| 阿鲁纳恰尔邦 （列表）     | 佩马·坎杜                  |      | 2016年7月16日 （8年342天）   | 印度人民党               |      | [ 4 ]  |
| 阿萨姆邦 （列表）         | 萨尔巴南达•索诺瓦尔        |      | 2016年5月24日 （9年30天）    | 印度人民党               |      | [ 5 ]  |
| 比哈尔邦 （列表）         | 尼蒂什·库玛尔              |      | 2015年2月22日 （10年121天）  | 人民党（统一派）         |      | [ 6 ]  |
| 恰蒂斯加尔邦 （列表）     | 布佩希·巴格尔              |      | 2018年12月17日 （6年188天）  | 印度国民大会党           |      | [ 7 ]  |
| 德里 （列表）             | 阿尔温德·基里瓦尔          |      | 2015年2月14日 （10年129天）  | 平民党                   |      | [ 8 ]  |
| 果阿邦 （列表）           | 普拉莫德·萨万特            |      | 2019年3月19日 （6年96天）    | 印度人民党               |      | [ 9 ]  |
| 古吉拉特邦 （列表）       | 维贾伊·鲁伯尼              |      | 2016年8月7日 （8年320天）    | 印度人民党               |      | [ 10 ] |
| 哈里亚纳邦 （列表）       | 马诺哈尔·拉尔·哈塔尔       |      | 2014年10月26日 （10年240天） | 印度人民党               |      |        |
| 喜马偕尔邦 （列表）       | 贾伊·拉姆·塔库尔           |      | 2017年12月27日 （7年178天）  | 印度人民党               |      | [ 11 ] |
| 查谟-克什米尔邦 （列表）  | 空置 （总统管治令）        |      | 2019年10月31日 （5年235天）  |                          |      | [ 12 ] |
| 贾坎德邦 （列表）         | 赫曼特·索伦                |      | 2019年12月29日 （5年176天）  | 贾坎德解放阵线           |      | [ 13 ] |
| 卡纳塔克邦 （列表）       | B.S.叶迪尤拉帕             |      | 2019年7月26日 （5年332天）   | 印度人民党               |      | [ 14 ] |
| 喀拉拉邦 （列表）         | 皮纳拉伊·维贾扬            |      | 2016年5月25日 （9年29天）    | 印度共产党（马克思主义） |      | [ 15 ] |
| 中央邦 （列表）           | 希夫拉杰·辛格·乔汗         |      | 2020年3月23日 （5年92天）    | 印度人民党               |      | [ 16 ] |
| 马哈拉施特拉邦 （列表）   | 乌德夫·撒克里              |      | 2019年11月28日 （5年207天）  | 湿婆军                   |      | [ 17 ] |
| 曼尼普尔邦 （列表）       | 農通巴姆·比恩·辛格         |      | 2017年3月15日 （8年100天）   | 印度人民党               |      | [ 18 ] |
| 梅加拉亚邦 （列表）       | 康拉德·桑格玛              |      | 2018年3月6日 （7年109天）    | 全国人民党               |      | [ 19 ] |
| 米佐拉姆邦 （列表）       | 左蘭坦加                   |      | 2018年12月15日 （6年190天）  | 米佐国民阵线             |      | [ 20 ] |
| 那加兰邦 （列表）         | 内菲·里奥                  |      | 2018年3月8日 （7年107天）    | 民族主义民主进步党       |      | [ 21 ] |
| 奥里萨邦 （列表）         | 纳文·帕特奈克              |      | 2000年3月5日 （25年110天）   | 胜利人民党               |      | [ 22 ] |
| 本地治里 （列表）         | N.兰加斯瓦米               |      | 2021年5月7日 （4年47天）     | 全印N.R.国民大会党       |      | [ 23 ] |
| 旁遮普邦 （列表）         | 阿马林达·辛格              |      | 2017年3月16日 （8年99天）    | 印度国民大会党           |      | [ 24 ] |
| 拉贾斯坦邦 （列表）       | 阿肖克⋅盖洛特              |      | 2018年12月17日 （6年188天）  | 印度国民大会党           |      | [ 25 ] |
| 锡金邦 （列表）           | 普雷姆·辛格·塔芒           |      | 2019年5月27日 （6年27天）    | 锡金革命阵线             |      | [ 26 ] |
| 泰米尔纳德邦 （列表）     | 穆图韦尔·卡鲁纳尼迪·斯大林 |      | 2021年5月7日 （4年47天）     | 德拉维达进步联盟         |      | [ 27 ] |
| 泰伦加纳邦 （列表）       | K·钱德拉塞卡·拉奥          |      | 2014年6月2日 （11年21天）    | 泰伦加纳民族党           |      | [ 28 ] |
| 特里普拉邦 （列表）       | 普拉布·库马尔·德布         |      | 2018年3月9日 （7年106天）    | 印度人民党               |      | [ 29 ] |
| 北方邦 （列表）           | 约吉·阿迪亚纳斯            |      | 2017年3月19日 （8年96天）    | 印度人民党               |      | [ 30 ] |
| 北阿坎德邦 （列表）       | 蒂拉特·辛格·拉瓦特         |      | 2021年3月10日 （4年105天）   | 印度人民党               |      | [ 31 ] |
| 西孟加拉邦 （列表）       | 玛玛塔·班纳吉              |      | 2011年5月20日 （14年34天）   | 草根国大党               |      | [ 32 ] |

注：印度姓名遵循多种命名惯例，因地区而异，人名顺序也不尽相同。姓名中粗体者可能是其姓氏，亦可能是名字。提及首席部长时应该以粗体者为简称。表格中首席部长姓名的升降序是按照粗体者的拉丁字母转写的首字母排序的。印度姓名，中国大陆用词参考新华社世界人名翻译大辞典和中国驻印度使领馆网站。
1. ↑  首席部长的党籍未必能代表治理地方政府的所有政党；其地方政府或许是由数个政党以及无党籍的议员组成的联合政府。
2. 1 2  此列多为印度各邦之首席部长，不过德里与本地治里这两个联邦属地也由首席部长治理。此列行政区均由民选产生的地方立法议会管辖。